# Fernando Bascopé Müller
Fernando Bascopé Müller SDB (* 4. April 1962 in Santa Cruz de la Sierra) ist ein bolivianischer römisch-katholischer Ordensgeistlicher und ernannter Weihbischof in San Ignacio de Velasco.

## Leben
Müller trat 1981 in das Noviziat der Salesianer Don Boscos in Rionegro in Kolumbien ein und legte am 23. Januar 1982 seine ersten zeitlichen und am 22. August 1987 seine ewigen Gelübde ab. Nachdem er in Cremisan Katholische Theologie studiert hatte, wurde er am 23. September 1991 in Santa Cruz de la Sierra zum Priester geweiht.
In der Ordensprovinz war er unter anderem von 1995 bis 1998 als Rektor des Vornoviziats und von 2000 bis 2005 als Rektor des Nachnoviziats tätig, schließlich von 2009 an als Novizenmeister. Außerdem arbeitete er in der Leitung des bolivianischen Don-Bosco-Bulletins mit, war Provinz-Delegierter für die Jugend- und Berufungspastoral sowie für die Don-Bosco-Familie und die Volontarie Don Boscos. Zuletzt war er auch für die Bolivianische Bischofskonferenz tätig.
Am 15. Juli 2010 ernannte ihn Papst Benedikt XVI. zum Weihbischof in El Alto und zum Titularbischof von Naratcata. Er empfing am 9. September 2010 durch den Bischof von El Alto, Jesús Juárez Párraga SDB, die Bischofsweihe. Mitkonsekratoren waren der Erzbischof von La Paz, Edmundo Luis Flavio Abastoflor Montero, und der Bischof von Bergamo, Francesco Beschi.
Papst Franziskus ernannte ihn am 24. September 2014 zum Militärbischof von Bolivien. Die Amtseinführung fand am 17. Januar des folgenden Jahres statt. Am 29. Juni 2022 nahm Papst Franziskus das von Fernando Bascopé Müller vorgebrachte Rücktrittsgesuch vom Amt des Militärbischofs von Bolivien an und ernannte ihn gleichzeitig zum Titularbischof von Fidoloma und zum Weihbischof in San Ignacio de Velasco.